# Narrow Terence
Narrow Terence est un groupe de musique français originaire de Rognes dans les Bouches-du-Rhône, fondé par les frères Antoine et Nicolas Puaux en 2004.

## Nom
Fondé par les frères Antoine et Nicolas Puaux, Narrow Terence trouve l'origine de son nom dans l'association du mot Narrow (hommage à la chanson de Chokebore du même nom sur l'album A Taste for Bitters) et du prénom Terence qui fut pour les fondateurs « l'une des rencontres humaines les plus déterminantes pour leur avenir de musiciens [...] un grand gars calme et charismatique au style nordique, féru de musiques en tous genres », décédé peu après leur rencontre. Associés, les deux mots créent donc un personnage, « Narrow Terence » (littéralement : Terence l'étroit), « à la fois muse, icône et narrateur imaginaire des chansons du groupe ».

## Histoire du groupe

### Formation du groupe originel
En 2005, les frères Puaux, originaires du sud-est de la France, se rendent à Paris. Là, leur trajectoire croise celle d'Éric Neveux et Stéphane Ichaï des Studios Microbe qui entreprennent, à ce moment, une complète restructuration de leurs cabines d'enregistrement. Les frères Puaux participent aux travaux de réaménagement du studio. En contrepartie, les Studios Microbe leur allouent un espace de travail. Narrow Terence intègre la famille Microbe et sympathise avec les nombreux autres artistes résidents des murs (Ben's Symphonic Orchestra, Morning Star, Hyperclean, Yvan Hiot, etc.). C'est dans ce contexte qu'ils rencontrent la violoniste Christelle Lassort. Elle intègre le projet et le son du groupe se forme. Ils écument ensemble leurs premières scènes parisiennes, accompagnés à l'occasion à la batterie par Bertrand Perrin.
En 2006, Arthur Durigon programmateur de l'Espace Doun de la ville de Rognes leur suggère de réaliser une création scénique aux côtés du violoniste Buni Lenski, membre fondateur du groupe Belge DAAU (Die Anarchistische Abendunterhaltung!). La rencontre se solde par l'intégration officielle de Buni Lenski dans les rangs du groupe. Narrow Terence décide alors de rentrer en studio pour enregistrer son premier album.
Dans le même temps, Arthur Durigon devient manager du projet et l'Espace Doun restera, par la suite, un partenaire privilégié du groupe.

### 2007:Low Voice Conversation
Le premier album de Narrow Terence, Low Voice Conversation parait en mai 2007. La production du disque, étalée sur une année, s'est faite aux studios Microbe et l'une des particularités du disque réside dans le fait que de nombreuses prises de sons ont été effectuées dans le parking souterrain jouxtant les studios. L'album, enregistré, mixé et masterisé par Julien Trimoreau inclut de multiples participants : des musiciens issus des groupes Starboard Silent Side, Syd Matters, Nelson, Morning Star, Mr Neveux, Thisisthekit, Dawn, Holden et le saxophoniste Raphaël Imbert prêtent main-forte à l'enregistrement.
En 2007, Lost tracks, album de compilation d'extraits live et de titres inédits parait dans la foulée de Low Voice Conversation. Il est vendu uniquement lors des concerts de la tournée suivant l'album. Y figure notamment le titre Rolling Dice, extrait de la bande originale du long-métrage La Part animale de Sébastien Jaudeau.
En 2008, à l'occasion de la tournée de Low Voice Conversation, Narrow Terence (devenu quartet après le départ de Bertrand Perrin) rencontre le groupe EZ3kiel. En plein enregistrement de leur album Battlefield, les musiciens d'EZ3kiel proposent à l'ensemble du groupe de participer vocalement au titre Spit on the Ashes de l'album en préparation. La collaboration entre les deux formations se poursuit même au cours d'une création scénique mêlant les répertoires des deux groupes. Narrow Terence (qui accueille alors dans ses rangs Thomas Pirot du groupe Nelson) finit sa tournée aux côtés d'EZ3kiel puis décide de rentrer en studio pour préparer leur prochain opus.

### 2010:Narco Corridos
Narco Corridos est le deuxième album de Narrow Terence, sorti en mars 2010. Le titre du disque, directement inspiré par l'un des épisodes de la série américaine 'The Shield', fait référence à ce phénomène musical né au Mexique qui voit des malfrats passer commande auprès de musiciens populaires locaux afin que ces derniers chantent leurs exploits dans leurs chansons. Narco Corridos a été enregistré au studio Véga à Carpentras par Julien Trimoreau. L'essentiel du mixage de l'album a été confié à Christine Verschorren (Ghinzu, Das Pop, Peter Vermeersch...) bien que trois titres aient été mixés par Ian Caple (Tindersticks, Alain Bashung, Tricky, etc.). Le mastering de Narco Corridos s'est effectué dans les studios d'Abbey Road.
Les chansons Cave In Hell et Bottom Bitch ont toutes deux fait l'objet de clips vidéos réalisés par Gabin Rivoire. Le clip de Bottom Bitch fut censuré à sa sortie par la plate-forme Dailymotion.
Constitué en quintet pour la tournée, le groupe officie alors avec Christelle Lassort au violon, Stéphane Babiaud (d'EZ3kiel) à la batterie et Benoit Rault (de Ben's Symphonic Orchestra) aux guitares, basse, clavier et flûte. En cours de tournée, la formation évolue et redevient quartet : Christelle Lassort s'envole ponctuellement vers de nouvelles aventures aux côtés de Wax Tailor et Camille, et Alexandre Viudes remplace Stéphane Babiaud à la batterie.

### 2013:Violence With Benefits
Fin 2010, à la suite d'un incident à la fin d’un concert, la tournée de Narco Corridos est d'abord sensiblement perturbée puis momentanément suspendue. À l'automne 2011, près d'un an après les événements, le groupe revient sur scène pour quelques dates. Ils annoncent, par la même occasion, la parution fin 2012 d'un concept album, Violence With Benefits, « né de leurs neuf derniers mois » qu'ils qualifient de « très obscurs ».
Selon les éléments promotionnels qui ont accompagné la sortie du disque, « le groupe a été condamné à 150 heures de travaux d'intérêts généraux - le juge d'application des peines a accepté qu'ils les effectuent dans une école de musique ». C'est, toujours selon les propres mots du groupe, « à l'issue d'une affaire judiciaire les impliquant » que les chansons du disque ont dû être enregistrées dans une chapelle Baroque de l'école de musique d'Apt dans le Vaucluse. Un documentaire de 30 minutes paru avec le disque relate « l’affaire » et donne des informations complémentaires sur les conditions d'enregistrement.
La tournée de l'album Violence With Benefits a essentiellement eu lieu dans des lieux atypiques (chapelles, cinémas, cryptes, temples…) -

### 2015:Narco Terror
Début 2015, les frères Puaux donnent naissance à un « duo Trashy-Comics », qu'ils baptisent Narco Terror. Leur binôme (Guitare/Batterie) sort un mini-album éponyme en février 2015.

### 2017: Rumble-O-Rama
À partir de 2015, le groupe Narrow Terence s’attelle à l’écriture de son nouvel opus, Rumble-O-Rama, annoncé pour le 3 février 2017 sur le label SLY. Douze chansons sont annoncées, décrites dans la presse spécialisée comme ayant un aspect « à la fois grunge et cinématographique », avec des « arrangements tortueux, hommage assumé aux films de chevet des membres du groupe ». À noter la participation de Troy Von Balthazar, chanteur du groupe Chokebore sur le titre « Monster » qui clôture l'album.
Pour ce disque, le groupe explique avoir privilégié un enregistrement « live » (Studio du Faune, Rennes). Le mixage a été confié à Phil Avril, spécialiste des musiques de film, et réalisé au Studio Ferber à Paris.

## Membres du groupe
- Antoine Puaux (depuis 2004).
- Nicolas Puaux (depuis 2004).
- Christelle Lassort (depuis 2005). Autres groupes : Camille, Mansfield Tya.
- Bertrand Perrin (2005/2006). Autres groupes : Florent Marchet.
- Buni Lenski (2006/2008). Autres groupes : DAAU, Donkey Diesel, Kiss My Jazz, Winther.
- Thomas Pirot (2008/2009). Autres groupes : Nelson, Please, Don’t Blame Mexico.
- Michel Aubinais (2010). Autres groupes : Hey Hey My My (groupe).
- Stéphane Babiaud (2009/2010). Autre groupe : Ez3kiel.
- Benoit Rault (2009/2011). Autres groupes : Ben’s Symphonic Orchestra, Julien Ribot, Sébastien Schuller.
- Alexandre Viudes (depuis 2010).  Autre groupe : Erevan Tusk.
- Kevin Cerovich (2011). Autre groupe : CharlÉlie Couture.
- Adrien Rodrigue (2013). Autres groupes : Jack the Ripper, Lavach, Fitzcarraldo Sessions.
- Patrik Lerchmüller (2013). Autres groupes : Shakulimba.

## Discographie et filmographie

### Discographie
- 2007 : Low Voice Conversation

1. Night Dress
2. Clay Musty Smell
3. Sin Sisters
4. The Art Loft Gig (Inspiré d'une citation de Lee Ranaldo évoquant le phénomène des concerts joués dans les ateliers d'artistes New-Yorkais au début des années 80)
5. Mad Jerry's Parade
6. Odd Jerry's Parade
7. Low Voice Conversation
8. Hint - Edgar A. Poe (incluant une lecture par Yvan Hiot du Le Cœur révélateur d'Edgar Allan Poe)
9. Misery
10. La Fille Japonaise (feat. Dawn)
11. In Soot

Chanson Cachée : Circles Room - part#3

### Filmographie
- 2007 : La Part Animale (Sébastien Jaudeau)[6].
- 2011 : Itinéraire Bis (Jean-Luc Perreard)[7].
- 2012 : Vacances (Frederic Doll)[8].
- 2012 : L’Étoile du matin (David Kremer)
- 2013 : La Vie domestique (Isabelle Czajka)[9].

## Collaborations et projets parallèles

### Collaborations
- 2007 : Nelson (scène).
- 2008 : EZ3kiel (disque : Battlefield et scène)[10].
- 2009 : Joey Burns de Calexico (scène)[11].
- 2009 : Mansfield.TYA (scène)[12].
- 2010 : Moriarty (scène)[13].
- 2010 : Starboard Silent Side (scène)[14].

Antoine et Nicolas Puaux ont aussi accompagné Morning Star, Yvan Hiot, Ben's Symphonic Orchestra et Nelson sur scène.

### Projets parallèles
Narco Terror, Crushtinbox, Ooshie, XXX-Girlfriend.

## Récompenses
- 2007 : découverte PACA du Printemps de Bourges
- 2008 : sélection FAIR 2008
- 2008 : prix du Jury du festival Chorus des Hauts-de-Seine
- 2008 : découverte Rock en Seine
- 2008 : prix ADAMI

## Influences revendiquées
Parmi les influences musicales revendiquées, on trouve notamment Tom Waits (pour la voix, grave et rocailleuse), Nick Cave (les chansons évoquent souvent le meurtre et la culpabilité), Mike Patton (pour la richesse des paysages musicaux développés au sein d'un même titre) ou encore Ennio Morricone, John Barry ou Danny Elfman (pour l'aspect très cinématographique des titres).
Plus généralement, les références littéraires du groupe sont à chercher du côté de John Fante, Charles Bukowski, Edgar Allan Poe ou Knut Hamsun. Cinématographiquement, le groupe revendique autant l'influence de Jim Jarmusch, Bertrand Blier ou Hayao Miyazaki que de Robert Rodriguez, Quentin Tarantino ou des frères Coen. Le groupe manifeste également un grand intérêt pour l'univers des comics et de la série B.